# Суворово (Новосокольницький район)
Суворово (рос. Суворово) — присілок в Новосокольницькому районі Псковської області Російської Федерації.
Населення становить 5 осіб. Входить до складу муніципального утворення Насвинська волость.

## Історія
Від 2015 року входить до складу муніципального утворення Насвинська волость.

## Населення
| 2001 | 2002 | 2010 |
| ---- | ---- | ---- |
| 21   | →21  | ↘5   |